# Loa (voodoo)
Loa je termín používaný ve voodoo pro označení božstva, ducha, astrální bytosti. Od slova Loa jsou odvozeny výrazy Mamaloa a Papaloa, které označují kněžku a kněze systému voodoo.

## Etymologie
Slovo loa či lwa pochází z francouzského les lois (zákony).

## Synkretismus
Fonští a Ewejští otroci synkretizovali loany s křesťanskými svatými, např. Papa Legba byl synkretizován se svatým Petrem či Lazarem z Betánie.

## Rodiny
Existuje mnoho rodin, skupin či tzv. nanchons duchů loa: Rada (také Radha), Petro (také Pethro, Petwo), Nago, Kongo či Ghede (také Guede či Gede) atd.

### Rada loa
Rada loa jsou nejstarší duchové pocházející z Afriky a království Dahomej. Rada loa jsou většinou vodní duchové. Jsou méně agresivní než skupina Petro. Tato skupina zahrnuje např. Papu Legbu, Loko, Ayizan nebo také Agwého.

### Petro loa
Tito duchové mají většinou agresivní či válečnickou povahu a jsou spojeni s Haiti a Novým světem. Do této skupiny patří např. Erzulie Dantó, Marinette a také Kalfu.

### Kongo loa
Pochází z oblasti Konga[nepřesný odkaz] a zahrnují mnoho loanů Simbi. Do této skupiny patří také Marinette.

### Nago loa
Pochází z Yorubalandu. Do této skupiny patří např. Ogoun.

### Ghede loa
Jsou duchy smrti. Tradičně jsou vedeni Barony (Baron La Croix, Baron Samedi, Baron Cimetière, Baron Kriminel) a Maman Brigitte. Jsou hlasití, neslušní a zábavní.